# Rue d'Athènes
La rue d’Athènes (calle de Atenas) es una calle de París, capital de Francia. Situada en el Barrio Saint-Georges, siendo el barrio administrativo número 33 de París y situado en el IX distrito de la ciudad.
A pesar de su nombre, la rue d'Athènes no está situada en el barrio de Europa.

Mapa de los cuatro barrios administrativos del distrito IX de París.

## Historia
Esta vía fue abierta en los terrenos pertenecientes a MM. Hagermann et Mignon según la ordenanza del 2 de febrero de 1826. En su origen, llevaba el nombre de rue de Tivoli e incluso existió un parque próximo con su nombre.
Hasta 1860, la rue de Tivoli formó parte del antiguo barrio de Roule que relevaba el antiguo primer distrito de París.
El 4 de junio de 1881 se le da su nombre actual. Atenas es la capital de Grecia y la vía está próxima a la Plaza de Europa.

## Lugares particulares
- 1bis, rue d’Athènes : inmueble clasificado como monumento histórico en 1977.[3] Sarah Bernhardt (1844-1923) vivió en este edificio.
- 3bis, rue d’Athènes : inmueble clasificado como monumento histórico en 1977.[4]
- 6, rue d’Athènes : Hôtel particular de Jules Jaluzot (1834-1916) fundador de Printemps y convertido en 1907 en la sede de la Mutualité agricole.[5]
- 8,[6] rue d’Athènes : locales de la Société des agriculteurs de France (SAF ou « Saf•agriculteurs de France »).
- 20, rue d'Athènes, se encontraba la sede de la Société du chemin de fer électrique souterrain Nord-Sud de Paris, sociedad privada creada en 1902 que construyó y explotó tres líneas del metro de París hasta 1931, antes de ser absorbida por la Compagnie du chemin de fer métropolitain de Paris, que se encargó de las demás líneas de metro de la ciudad hasta la nacionalización de la red en 1948.
- 22,[7] rue d’Athènes :  Centre Edgar-Morin, un laboratorio de investigación de ciencias humanas afiliado a la Escuela de Estudios Superiores en Ciencias Sociales (EHESS) y al Centro Nacional para la Investigación Científica (CNRS).
- El número ficticio «40, rue d'Athènes» es utilizado por Georges Feydeau en Monsieur Chasse! (1892), como lugar de intriga del acto II.

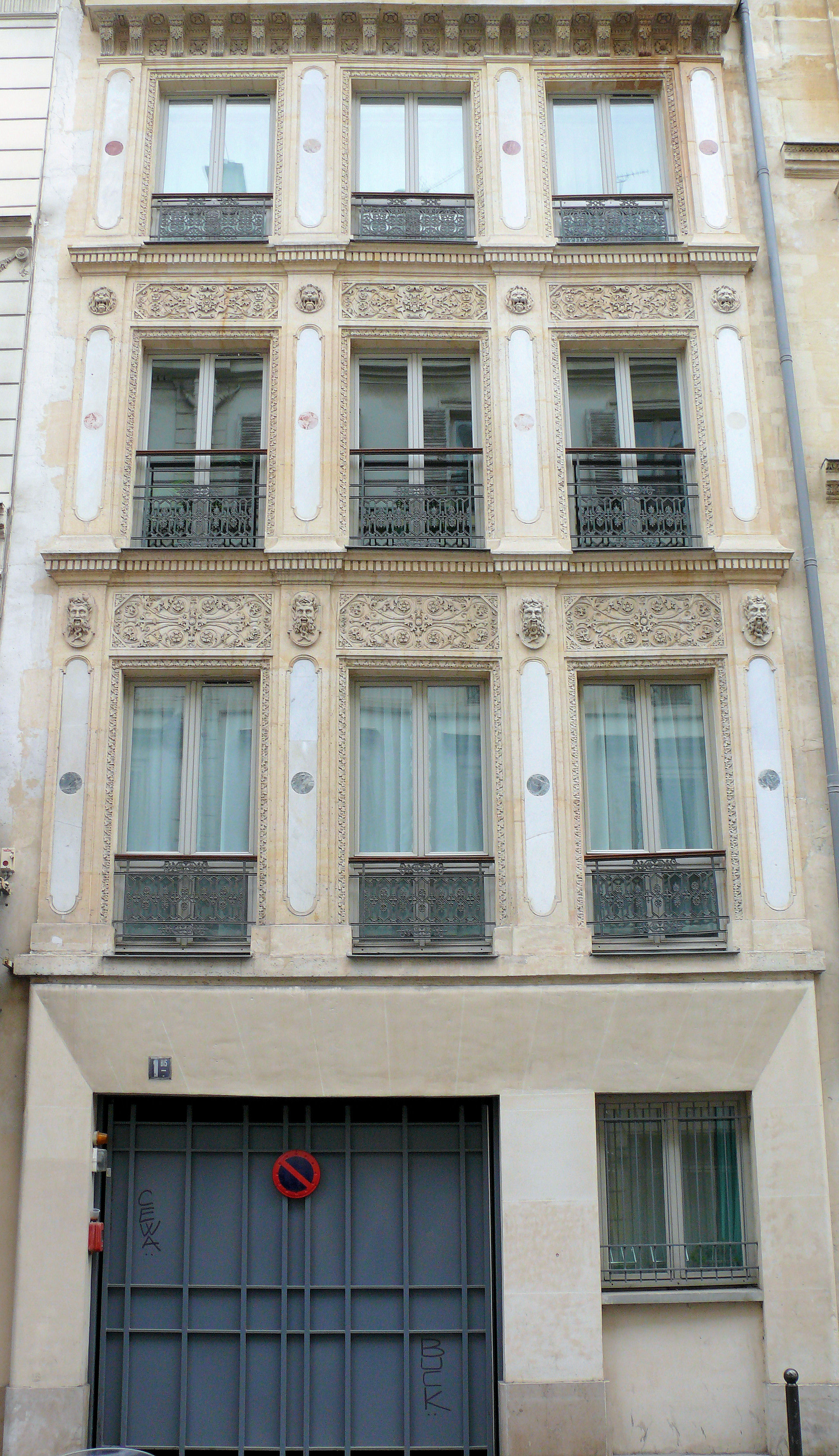
1 bis, rue d’Athènes : inmueble clasificado como monumento histórico.
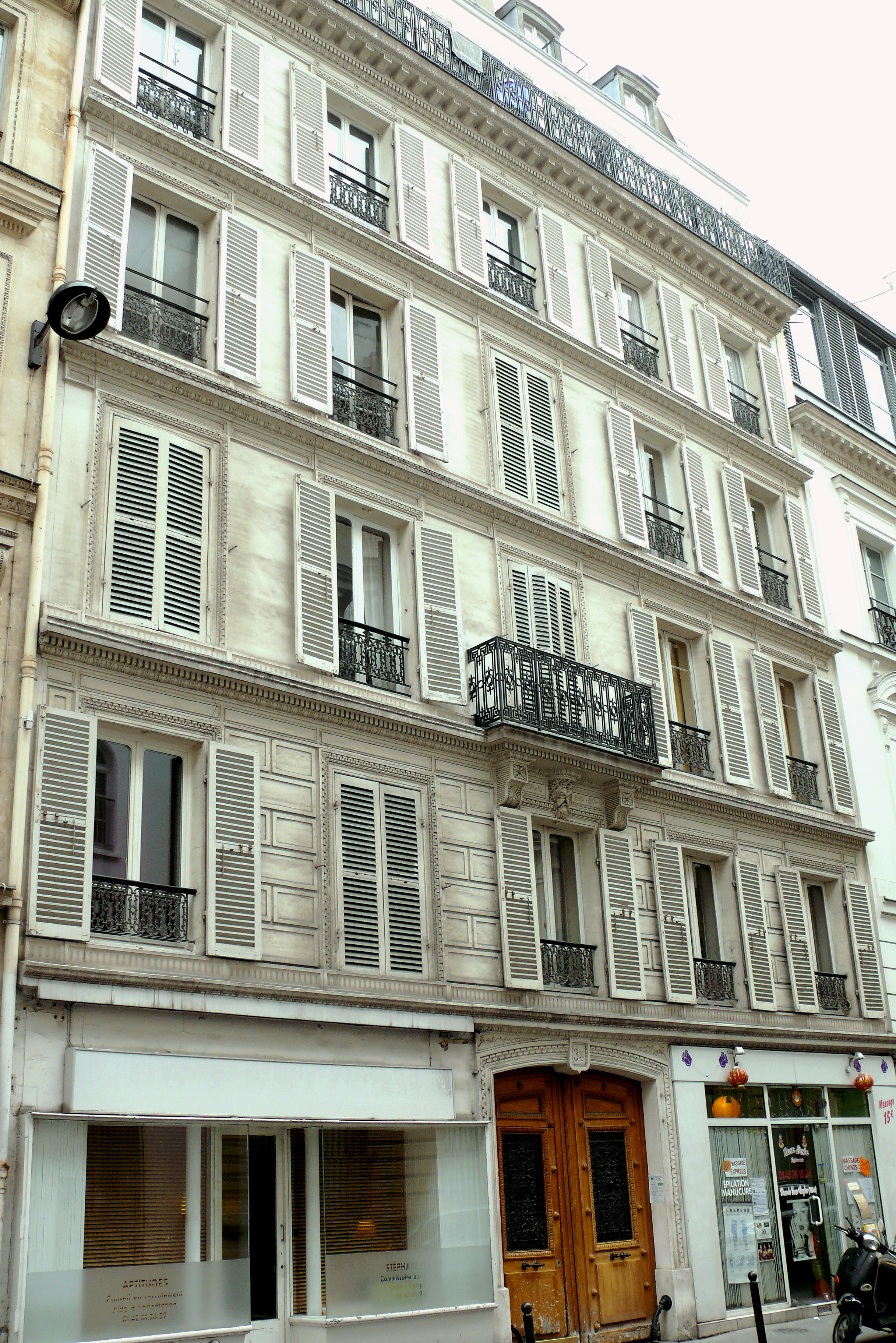
3 bis, rue d’Athènes : inmueble clasificado como monumento histórico.